# Shahrestān-e Bavānāt
Shahrestān-e Bavānāt (persiska: شهرستان بوانات, بوانات) är en delprovins (shahrestan) i Iran.   Den ligger i provinsen Fars, i den centrala delen av landet, 600 km söder om huvudstaden Teheran.
Delprovinsen hade 50 418 invånare 2016.